# Mercedes Ferrer
Pour les articles homonymes, voir Ferrer.
Mercedes Ferrer (né en 1963 à Madrid) est une chanteuse  (auteur-compositeur-interprète) espagnole active depuis 1983.

## Biographie
Mercedes Ferrer étudie la littérature contemporaine à la Sorbonne. Influencée par The Doors, Bob Dylan ou David Bowie, elle devient membre de quelques groupes de musique français jusqu'à ce qu’elle rentre à Madrid en 1984. C’était le temps de la Movida, et elle rencontre Carlos Torero et d’autres musiciens pour former le groupe La llave, qui gagne le huitième trophée rock de Villa de Madrid en 1985 et passe en première partie dans les concerts de The Cure.
Plus tard, elle commence une carrière en solo pendant laquelle elle rencontre des personnalités comme Yōko Ono ou Nacho Cano, qui est le compositeur de l'une de ses chansons les plus célèbres Vivimos siempre juntos (On a toujours vécu ensemble en espagnol « Amour sans fin », version française « Together Forever », version anglaise).
En 1991 elle s'installe à New York et en 1993, elle rentre à Madrid. Elle a participé à plusieurs évènements artistiques, comme un hommage à John Lennon ou aux victimes des attentats du 11 mars 2004 à Madrid.

## Discographie
- Entre mi sombra y yo, 1986
- Tengo todas las calles, 1988
- Imán, 1991
- Tiempo futuro, 1994
- Generaciones, 1997
- Tiempo real, 2003
- Intermedio (1986-2006), 2006